# June Tyson
June Tyson (Albemarle, 5 februari 1936 - Philadelphia, 24 november 1992) was een Amerikaanse zangeres in de free jazz en avant-garde-jazz.
Tyson zong vanaf het eind van de jaren zestig (rond 1968) tot haar overlijden in 1992 bij de groep van Sun Ra. Sinds 1972 trad ze regelmatig met diens Arkestra op. Ze is op de meeste platen van Sun Ra uit die periode ook te horen. Toen Tyson borstkanker kreeg en steeds zieker werd, kon ze niet langer zingen en speelde ze viool.
- Bibsys: 1488830536150
- Bibliothèque nationale de France: cb14234769j (data)
- International Standard Name Identifier: 0000 0000 3178 0039
- Library of Congress Control Number: n94002447
- MusicBrainz: 837045c4-4a9f-4c12-81e9-e2aa99ca9c5a
- Virtual International Authority File: 63231076
- WorldCat: E39PBJxhjtr3DCgtxWbD9t7bVC